# گونی‌پایه میانی
گونی‌پایه میانی (به لاتین: Orta Günəypəyə) یک منطقه مسکونی در جمهوری آذربایجان است که در شهرستان آق‌دام واقع شده است.